# Fasadklättraren
Fasadklättraren är en svensk miniserie från 1991, skriven av den svenske författaren Ulf Stark och regisserad av Rumle Hammerich. Medverkande skådespelare är bland andra Björn Kjellman, Per Oscarsson, Reine Brynolfsson, Björn Granath och Viveka Seldahl. Serien består av tre avsnitt; alla är ungefär en timme långa.
Serien visades i SVT hösten 1991 och repriserades 1996, 2003 och 2017.

## Handling
Phillip Morell (Björn Kjellman) är 17 år och är bara bra på en enda sak: att klättra. Hans ständiga misslyckande att göra fadern (Krister Henriksson) stolt sätter till slut honom i fängelse. Hans medfångar förstår ganska snart att de kan utnyttja Phillips talanger för att göra ett rymningsförsök. Efter ett misslyckat rymningsförsök vänder medfångarna Phillip ryggen. Men tystlåtne Larsson (Per Oscarsson) bestämmer sig för att utveckla Phillips talanger. Phillip ställs till slut inför Larssons mästarprov, utanför fängelset.

## Roller i urval
- Larsson – Per Oscarsson
- Phillip Morell – Björn Kjellman
- Johannes – Reine Brynolfsson
- Syrén – Björn Granath
- Ingela Syrén – Viveka Seldahl
- Vivian – Jane Friedmann
- Zippo – Gerhard Hoberstorfer
- Mark – Rino Brezina
- Simon – Tomas Norström
- Conny – Mårten Klingberg
- Pappan – Krister Henriksson
- Systern – Pia Johansson
- Mamman – Anita Wall